# Палаццо Скио
Палаццо Скио (итал. Palazzo Schio) — патрицианский дворец XVI века в Виченце, регионе Венето, фасад которого был спроектирован итальянским архитектором эпохи Возрождения Андреа Палладио в 1565 году.
В 1565 году Палладио спроектировал для Бернардо Скио фасад его дома в Виченце, в районе Понте Пустерла. Поскольку в эти годы Палладио был занят рядом проектов в Венеции, требовавших его почти постоянного присутствия в столице Венецианской республики, личное наблюдение за строительными работами в Палаццо Скио стало настолько отвлекающим и, вследствие этого, редким, что ответственный за строительные работы мастер-каменщик прерывал работы из-за отсутствия четких инструкций.
После смерти Бернардо Скио его вдова не проявила никакого интереса к завершению работ, которые были завершены только братом Бернардо Фабрицио в 1574–1575 годах, после того как каменные блоки и другие строительные материалы долгое время забытые лежали сложенными во дворе виллы.
После семьи Скио здание последовательно приобрели представители других знатных семейств Виченцы: Ваккари, затем Лиой, а позднее Ангаран. Дворец был капитально реставрирован — с некоторыми изменениями — в 1825 году Карло Ангараном, о чем сообщается в латинской надписи под верхним карнизом:

CAROLVS ANGARAN P.[atricius] V.[icentinus] REST.[auravit] MDCCCXXV

## Описание
Фасад здания, выходящий на улицу, сравнительно узкий. Для бельэтажа (piano nobile) Палладио выбрал его разделение на три арки одинаковой ширины, разделенные четырьмя полуколоннами с коринфскими капителями, выступающими на три четверти от стены.

В пространстве между колоннами помещены три окна с выступающими балконами, каждое из окон увенчано треугольным фронтоном с мощным выступом. Фасад также оживлен игрой света и тени посредством артикуляции нескольких слоев глубины, полученных с помощью колонн, лепнины, балконных окон и фронтонов. Нижний этаж здания оформлен рустом. Палладио нарушил относительную монотонность фактуры фасада аркой входного вестибюля и, в особенности, трапециевидными замковыми камнями, окружающими два боковых полуокна внизу.

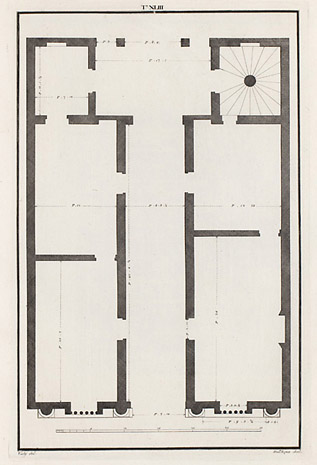
План этажа дворца (рисунок Оттавио Бертотти Скамоцци, 1776 г.)
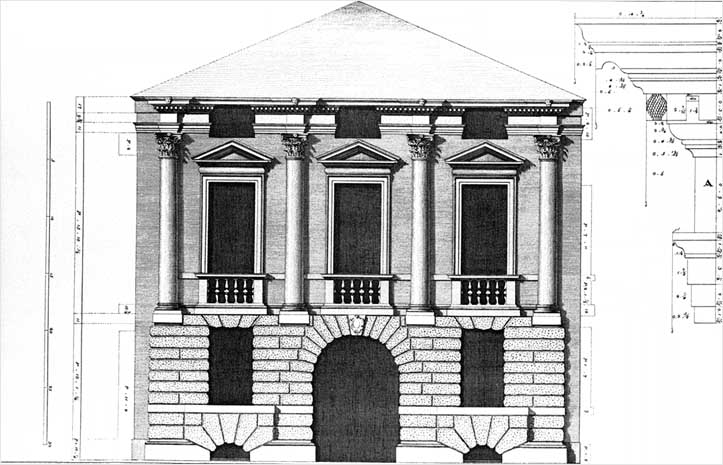
Фасад по проекту Андреа Палладио (рисунок Оттавио Бертотти Скамоцци, 1776 г.)
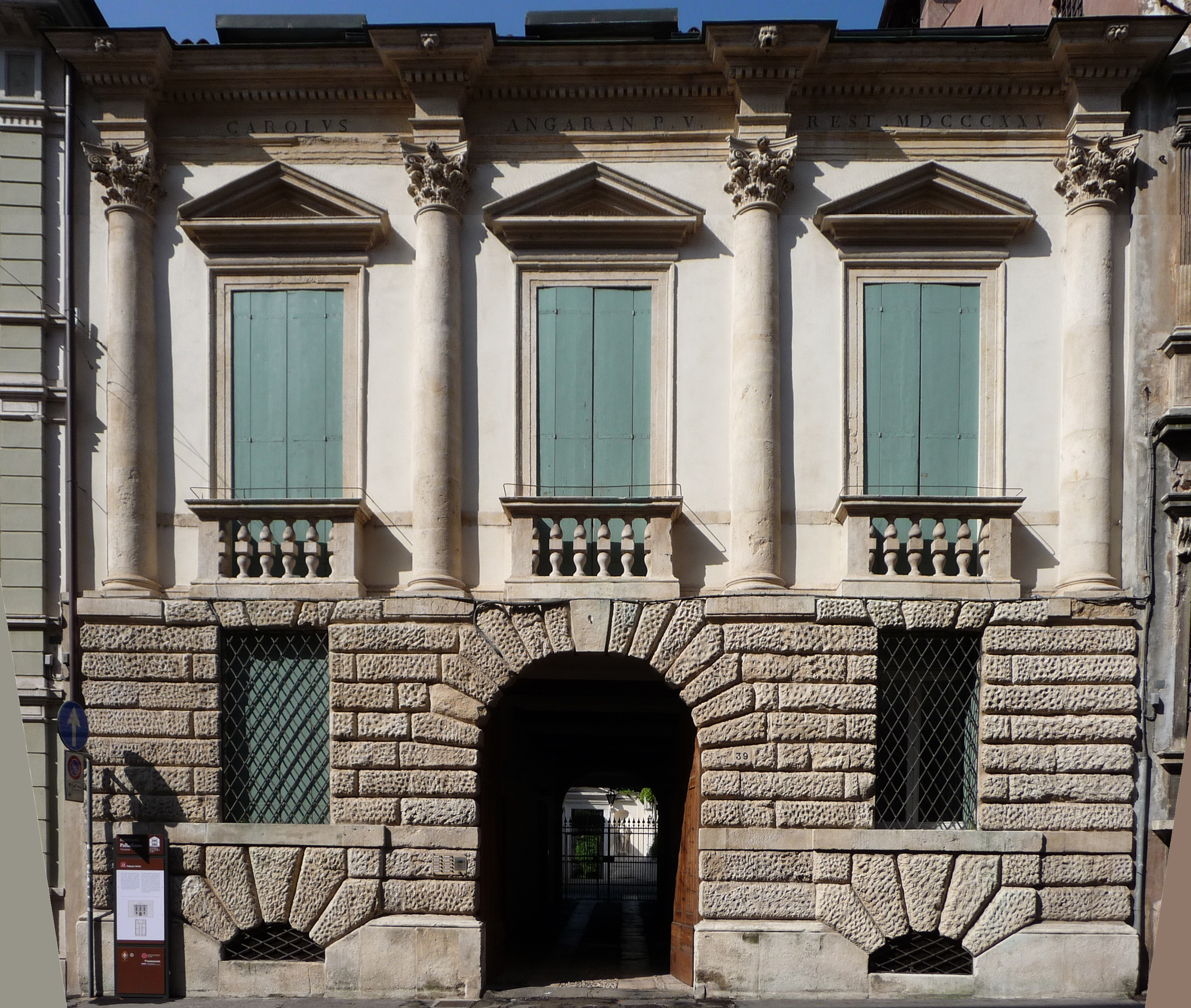
Современный вид фасада
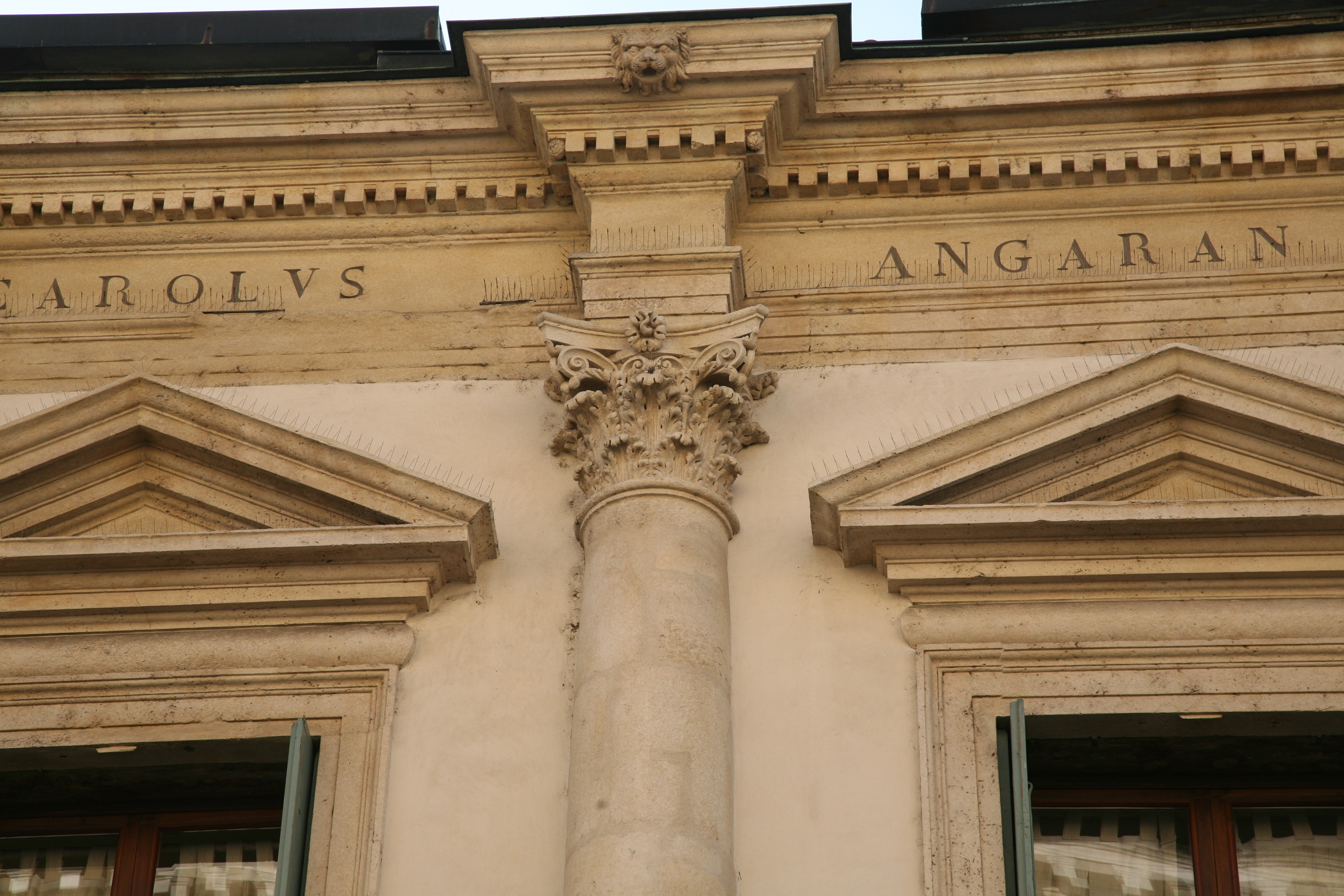
Деталь фасада